# Gajusz Rubeliusz Blandus
Gaius Rubellius Blandus (? – 38 n.e.) – polityk rzymski czynny na przełomie I w. p.n.e. i I w. n.e. Wnuk Rubeliusza Blandusa z Tibur, ekwity a zarazem nauczyciela retoryki. Był kolejno kwestorem, pretorem, trybunem ludowym, konsulem dokooptowanym (18). W 33 n.e. poślubił wnuczkę cesarza Tyberiusza wiążąc się z dynastią julijsko-klaudyjską. Zmarł w 38 n.e.

## Małżeństwa i dzieci
- Julia Helena
  - Rubeliusz Plaut
  - Rubelia